# Alto Jahuel

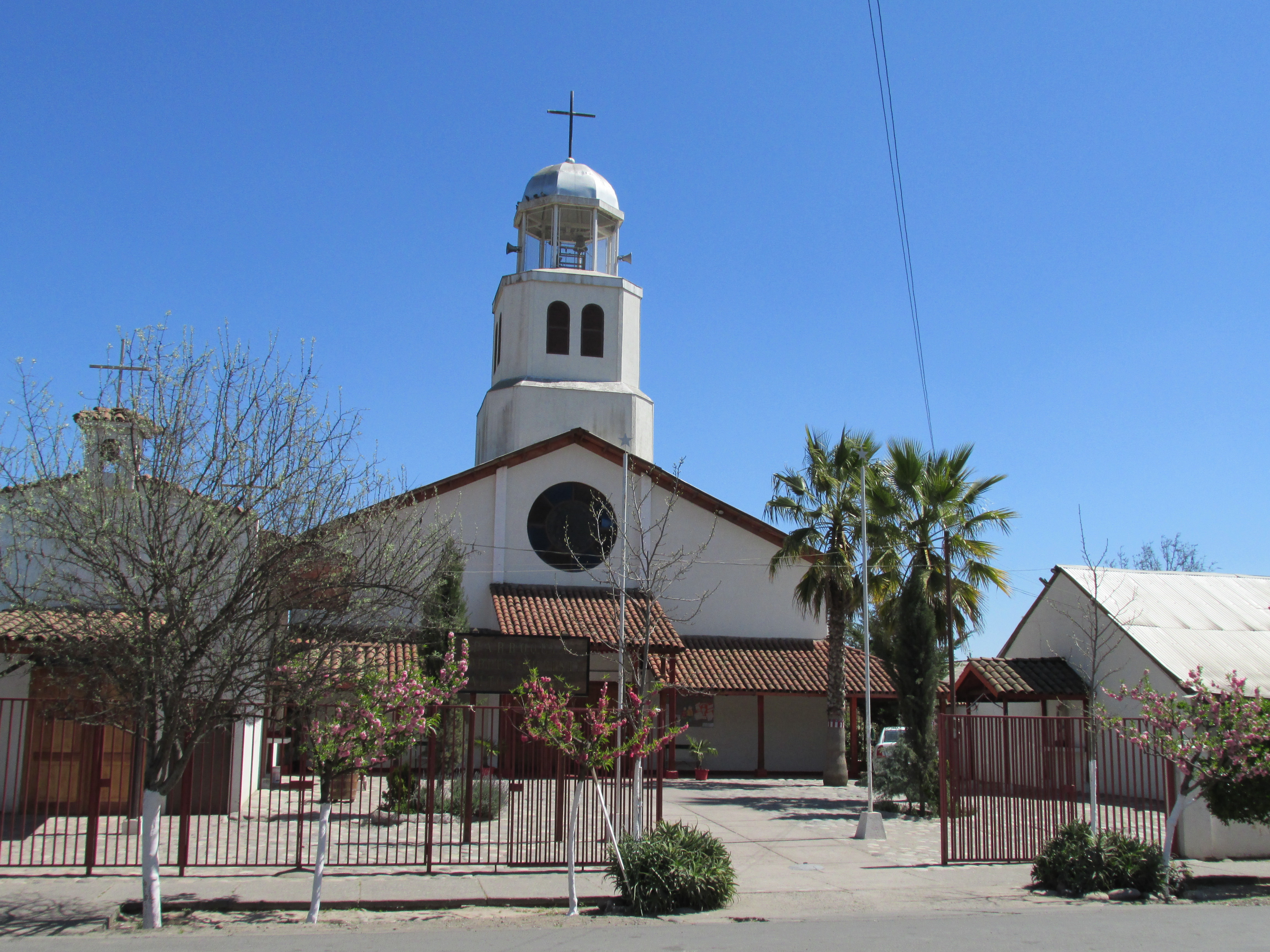
Fotografía de la parroquia local.

Alto Jahuel, en mapudungun "charcos o pozas". Es un pueblo chileno ubicado en la comuna de Buin, en la Región Metropolitana de Santiago. Está emplazado en las faldas del cerro Santa Rita, donde el cultivo de la uva con fines vinícolas y de otra variedad de recursos frutícolas representan la economía local. Se caracteriza por ser de tradición campesina, propia de los poblados rurales de la zona centro de Chile destacando la hegemonía económica de la agricultura, la ganadería y la influencia cultural de la Iglesia Católica. Además por su cercanía con la capital, cuenta con una gran cantidad de parcelas de agrado. Posee una avenida principal en donde se encuentra ubicada la Parroquia Corpus Christi dependiente de la diócesis de San Bernardo, pequeños locales de insumos y un policlínico que provee de salud pública a la población. Según el censo de 2012, Alto Jahuel cuenta con 7.859 habitantes, constituyendo el 10% de población de la comuna de Buin.  

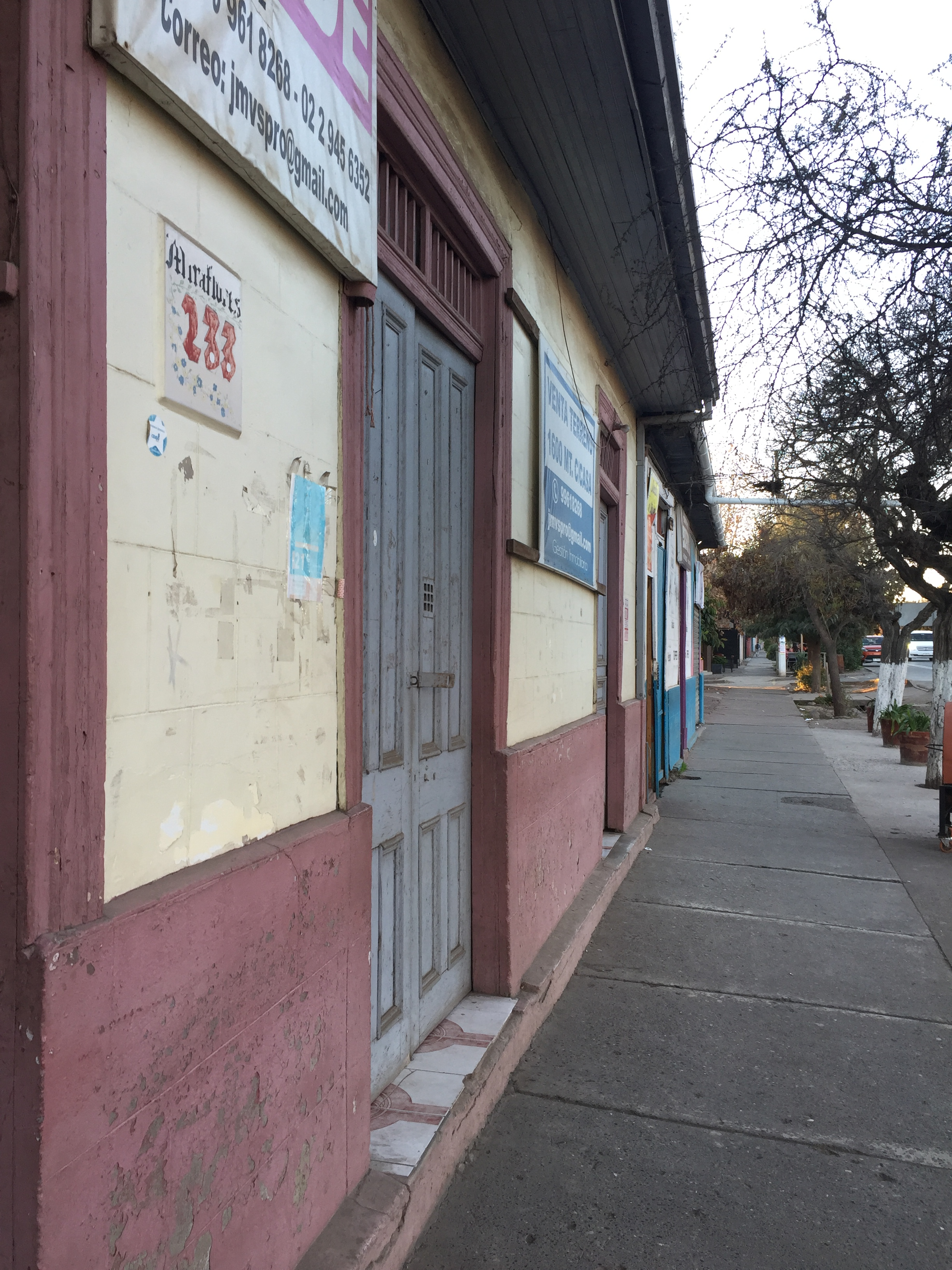
Fotografía de la calle principal donde se encuentra el comercio, la parroquia y el policlínico local.

## Transporte
Alto Jahuel se conecta con Santiago principalmente a través de la Avenida Padre Hurtado (Ex Camino Los Morros), la cual recorre todo el sector sur de la capital. 
La localidad cuenta con 2 servicios de transporte público entre Santiago y Alto Jahuel. Uno de ellos, perteneciente al servicio Metrobus, posee conexión con la Intermodal Bellavista De La Florida y la estación del mismo nombre. El otro servicio permite conectar Alto Jahuel con el centro de Santiago recorriendo Gran Avenida, Alejandro Guzmán, Av. Padre Hurtado hasta la Villa Santa Rita.
| Línea       | Recorrido                       | Operador                      | Comunas que cubre                                                |
| ----------- | ------------------------------- | ----------------------------- | ---------------------------------------------------------------- |
| MB81        | Bellavista De La Florida - Buin | E.T.P Cántares de Chile S.A.  | La Florida, Puente Alto, Pirque, Buin                            |
| Alto Jahuel | Alto Jahuel - Alameda           | Transportes San Bernardo S.A. | Santiago, San Miguel, La Cisterna, El Bosque, San Bernardo, Buin |

. 